# Neptis sophaina
Neptis sophaina är en fjärilsart som beskrevs av Hans Fruhstorfer 1907. Neptis sophaina ingår i släktet Neptis och familjen praktfjärilar. Inga underarter finns listade i Catalogue of Life.